# 吉田創
吉田 創（よしだ はじめ）は、日本の漫画家。

## 作品リスト

### 漫画
- ブンダバー!（全1巻）
  - 単行本は2007年に桃園書房から発行されたが、同社の業務停止によって絶版。
その後、2009年にメディアックスから「ブンダバー! AuSF.B」として復刊された。
- ファランクス
  - 秋田書店の漫画雑誌『週刊少年チャンピオン』の2009年32号から35号まで短期集中連載（全4回）。
- 宇宙☆オリオンピック（アルファポリス 2017年7月3日 - 連載中、既刊1巻）
  - 『アルファポリス-電網浮遊都市-』の公式漫画として月一更新で連載開始。第3話にて第一部完。2018年4月現在、第4話まで公開中。
- ガールズ&パンツァー プラウダ戦記（ComicWalker 2018年7月19日 - 2021年10月19日、全5巻）
  - 『ガールズ&パンツァー』に登場するプラウダ高校を主役としたスピンオフコミカライズ作品。
- 狐と戦車と黄金と（『Comic Hu』2025年2月4日[1] - 連載中、既刊1巻）

他、『こみっくパーティー』や『To Heart』、『スーパーロボット大戦』などのアンソロジーコミックに執筆。

### アダルトゲーム
- The Rising Sun （2008年、SGP SOFTWARE）